# Platz der Partnerstädte

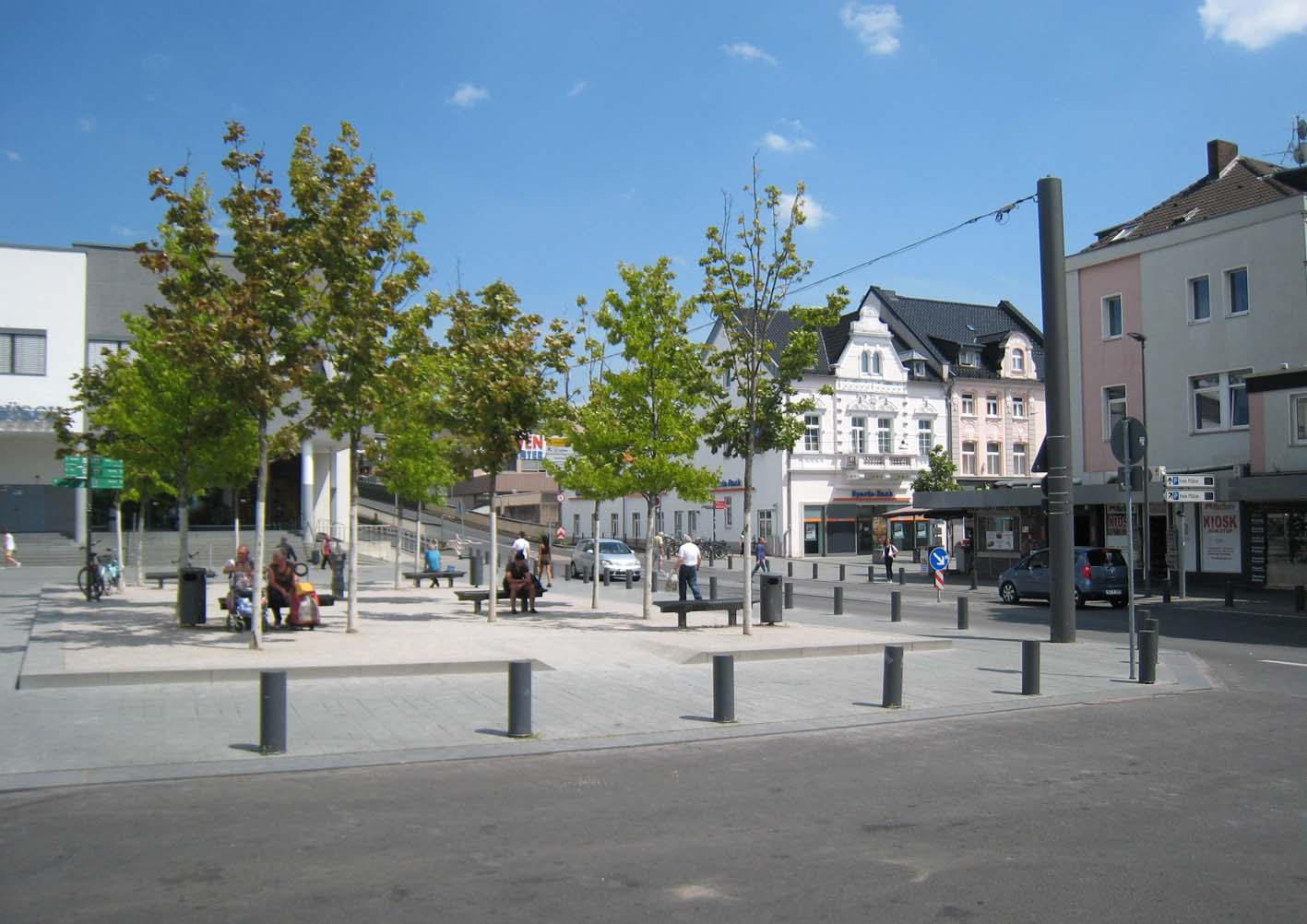
Begegnungsplatz

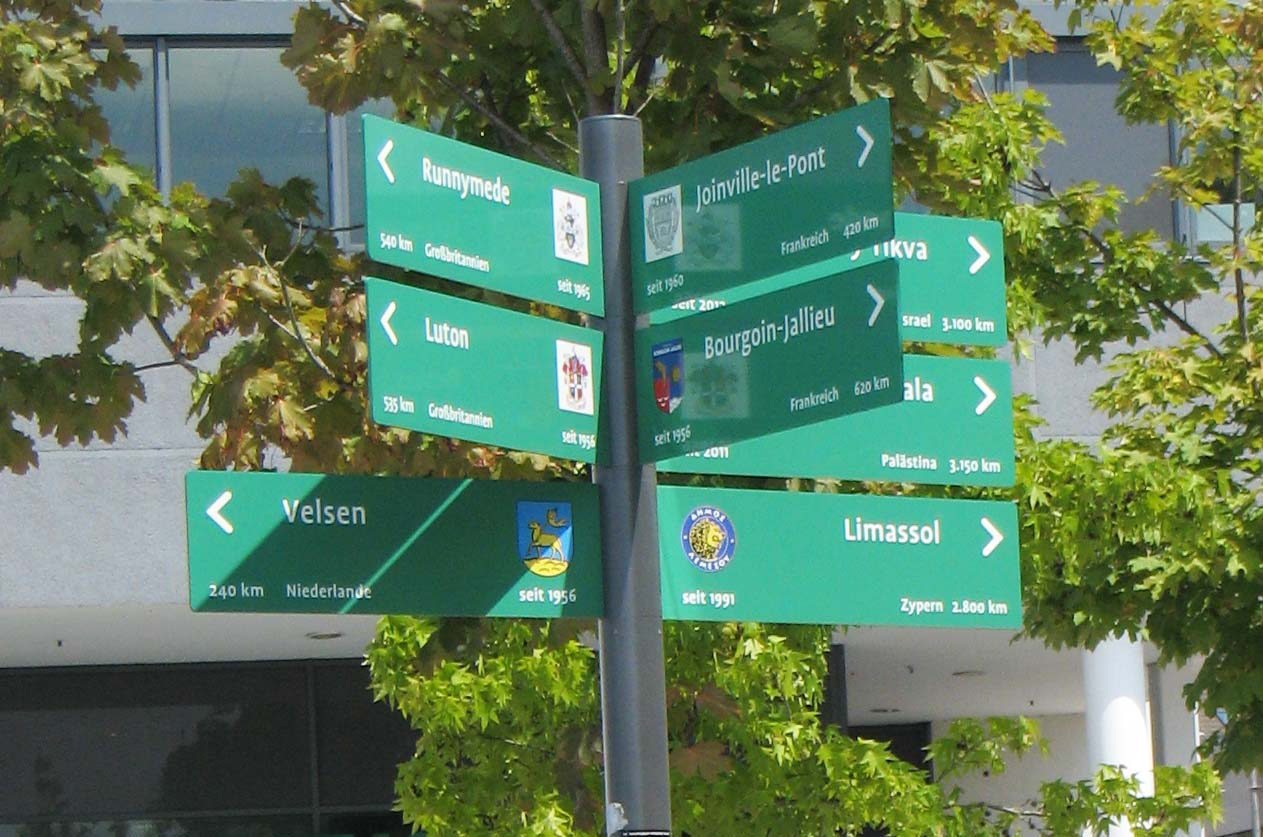
Schilderbaum mit den Namen der Partnerstädte

Der Platz der Partnerstädte liegt zwischen S-Bahnhof, Marktkauf und Fußgängerzone im Stadtteil Stadtmitte von Bergisch Gladbach im Rheinisch-Bergischen Kreis.
Der Platz wurde eingerichtet, um an einer zentralen Stelle der Stadt eine Begegnungsstätte für alle zehn Partnerstädte aus acht Ländern zu schaffen. Hier stehen Bänke für Menschen, die ausruhen und Gemeinschaft und Kommunikation mit anderen Menschen finden können. Von daher soll dieser Platz auch als „Zentrum der Begegnung“ dienen.